# Carrefour (Haiti)
Carrefour, in creolo haitiano Kafou, è un comune di Haiti facente parte dell'arrondissement di Port-au-Prince nel dipartimento dell'Ovest.
Vi sono parlati sia il francese che il creolo haitiano.
La città è molto povera. Il quartiere malfamato di Feuilles è noto per l'esecuzione illegale di 11 ragazzi avvenuta nel 1999.